# كريستوبال كوبو
كريستوبال كوبو (بالإسبانية: Cristóbal Cobo)‏ هو باحث تشيلي، ولد في 19 مارس 1976.

## وصلات خارجية
- الموقع الرسمي